# سیستم سازه‌ای

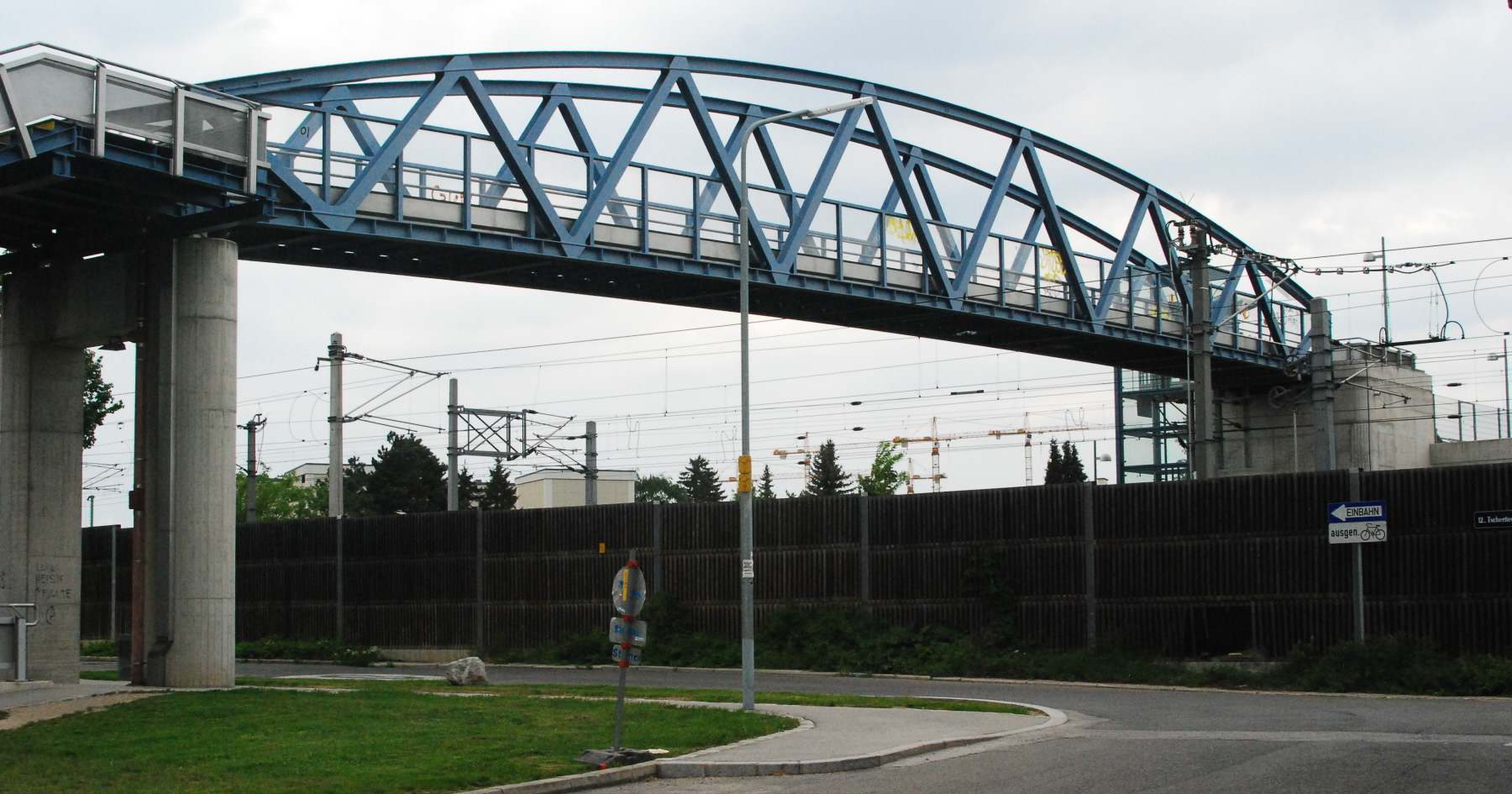
ساختمان های بلند

در مهندسی سازه، سیستم سازه‌ای یا قاب سازه‌ای به تحمل بار توسط زیر-سیستمی از یک سازه گفته می‌شود. یک سامانه سازه‌ای، بارهای وارد شده را از طریق اعضای سازه‌ای به‌هم‌پیوسته، منتقل می‌کند.

## ساختمان‌های بلندمرتبه
سیستم سازه‌ای در ساختمان‌های بلندمرتبه، به گونه‌ای طراحی می‌شود تا بتوانند در برابر بارهای گرانشی عمودی و بارهای جانبی وارد شده به وسیله باد و زمین‌لرزه ایستادگی کنند. یک سیستم سازه‌ای، تنها شامل اعضایی می‌شود که برای پایداری در مقابل بارها طراحی شده‌اند و اعضای دیگر، غیرسازه‌ای هستند.
دسته‌بندی سامانه‌های سازه‌ای ساختمان‌های بلندمرتبه، در سال ۱۹۶۹ میلادی، توسط فضلور خان انجام شده و برای ترکیب سازه‌های داخلی و خارجی تعمیم داده شد. در این دسته‌بندی، داخلی یا خارجی بودن یک سامانه سازه‌ای، به وسیله سیستم تحمل بار جانبی اولیه، مشخص می‌شد.
سازه‌های داخلی عبارتند از:
- قاب مفصلی
- قاب صلب
- قاب مهاربندی‌شده و قاب با دیوار برشی
- سازه‌های پایه‌ای

سازه‌های خارجی نیز شامل موارد زیر می‌شوند:
- لوله
- شبکه مورب
- خرپای فضایی
- اسکلت خارجی
- سوپرفریم